# Deux garçons avec une vessie
Deux garçons avec une vessie – en anglais Two Boys with a Bladder – est un tableau réalisé par le peintre britannique Joseph Wright of Derby en 1767. De format vertical, cette huile sur toile est une scène de genre qui représente en clair-obscur deux garçons jouant avec une vessie de porc. Sous le regard de celui de gauche, qui est assis à une table, son compère de droite, qui est debout, gonfle comme un ballon l'organe animal, dont les vaisseaux sanguins apparaissent, par transparence, à la lumière de leur bougie. Achetée en 2019 par le J. Paul Getty Museum, l'œuvre est conservée au Getty Center de Los Angeles, en Californie, aux États-Unis.